# Megarctosa
Megarctosa là một chi nhện trong họ Lycosidae.